# Alfred Brehm
Alfred Edmund Brehm (2. února 1829, Unterrenthendorf, nyní Renthendorf – 11. listopadu 1884, Renthendorf) byl německý zoolog a spisovatel, autor populárně-vědeckých spisů o životě zvířat.

## Biografie
Jeho otec Christian Ludwig Brehm byl protestantský pastor a amatérský ornitolog, který ve svém synovi už od dětství probouzel zájem o přírodu a zvířata. Alfred Brehm nejprve studoval architekturu na Drážďanském uměleckém institutu, ale po dvou letech studium přerušil. Seznámil se s baronem Johannem Wilhelmem von Müllerem a v roce 1847 s ním odjel na expedici do severní Afriky, kde se věnoval především pozorování života zvířat. V roce 1850 se k nim připojil jeho bratr Oskar, výborný entomolog, který se však utopil při koupání v Nilu. Během pěti let získal Alfred Brehm velkou sbírku zvířat a ptáků. Po návratu do Evropy v roce 1853 uveřejnil zápisky z této expedice po názvem „Reisesskizzen aus Nord- Ost-Afrika“ (Náčrtky z cesty po severovýchodní Africe). Byl přijat za člena německé akademie přírodních věd Leopoldina.
Studoval zoologii na univerzitě v Jeně, studium ukončil v roce 1855. Po promoci cestoval s bratrem Reinholdem dva roky po Španělsku. Pak se usadil v Lipsku jako spisovatel na volné noze a napsal mnoho populárně vědeckých pojednání a článků o svých pozorováních a cestách pro různé časopisy. V roce1858 byl přijat do lóže svobodných zednářů v Lipsku. V roce 1860 odjel na expedici do Skandinávie. Po návratu přijal místo učitele zeměpisu na gymnáziu a v roce 1861 se oženil se svou sestřenicí Mathildou Reizovou. Měli spolu pět dětí, manželka zemřela v r. 1878 při porodu syna.
V roce1862 začal Brehm pracovat na svém nejznámějším díle, které si u něho objednal nakladatel Meyer pro Bibliografický ústav v Hildburghausenu (Bibliographische Institut).  První svazek Ilustrovaného života zvířat (Illustriertes Thierleben. Eine allgemeine Kunde des Thierreiches) vyšel v roce 1863 a stejně jako dalších pět dílů si získal velkou popularitu u čtenářů na celém světě. 
V letech 1863 - 1866 byl ředitelem zoologické zahrady v Hamburku a současně psal ve spolupráci s biologem Emilem Adolfem Rössmässlerem spis "Die Thiere des Waldes“ (Zvířata lesa). Odešel pro neshody s vedením města a v roce 1869 se stal ředitelem nově vzniklého Berlínského akvária, kde pracoval do roku 1878. Neustále psal, publikoval knihy a přednášel. K jeho obdivovatelům patřil mladý korunní princ Rudolf, se kterým se seznámil v roce 1873 na světové výstavě ve Vídni. V letech 1878 a 1879 spolu podnikli cesty do Uher a Španělska. Předtím v roce 1876 odjel na cestu po Sibiři, navštívil Kirgizii, Turkménii a západní Čínu.  V roce 1883 odjel na přednáškové turné do Ameriky a krátce po příjezdu se dověděl, že jeho syn doma zemřel na záškrt. Absolvoval asi padesát přednášek a sám těžce onemocněl. Psychicky i fyzicky vyčerpán se vrátil do Berlína v květnu 1884. Odjel do své rodné vesnice, aby se zotavil a načerpal nové síly v kruhu rodiny. Zde ho však zachvátila těžká ledvinová choroba, které podlehl 11. listopadu 1884.

## Brehmův život zvířat
Prvních 6 svazků této encyklopedie vyšlo v letech 1864–1869 pod názvem Illustriertes Thierleben. Publikoval ji Bibliographisches Institut, nakladatel Herrmann Julius Meyer. Dílo ilustroval Robert Kretschmer (1818–1872).
Brehmův život zvířat (Brehms Tierleben) desetidílná (má 10 svazků) zoologická encyklopedie, 4 díly jsou věnovány savcům, 4 ptákům, 1 plazům, obojživelníkům a rybám a 1 bezobratlým. Velkým pokrokem byly ilustrace od Gustava Mützela a dalších. Brehmovi byla v pozdějším období vytýkána antropomorfizace (polidšťování) zvířecího chování, ovšem ne zcela právem. Jeho dílo se stalo odrazovým můstkem a vzorem pro pozdější zoologické encyklopedie. Vyniká nejen velkou fundovaností, ale i přímo monumentálním rozsahem a nebylo dodnes překonáno.
- 1. vydání (edice): 1876–1879Přední strana reprintu z 2. edice od Fedor Flinzer (1832-1911)
- 2. vydání (edice): 1882–1884
- 3. vydání (edice): 1890–1893

V češtině (zpracováno po r. 1950):

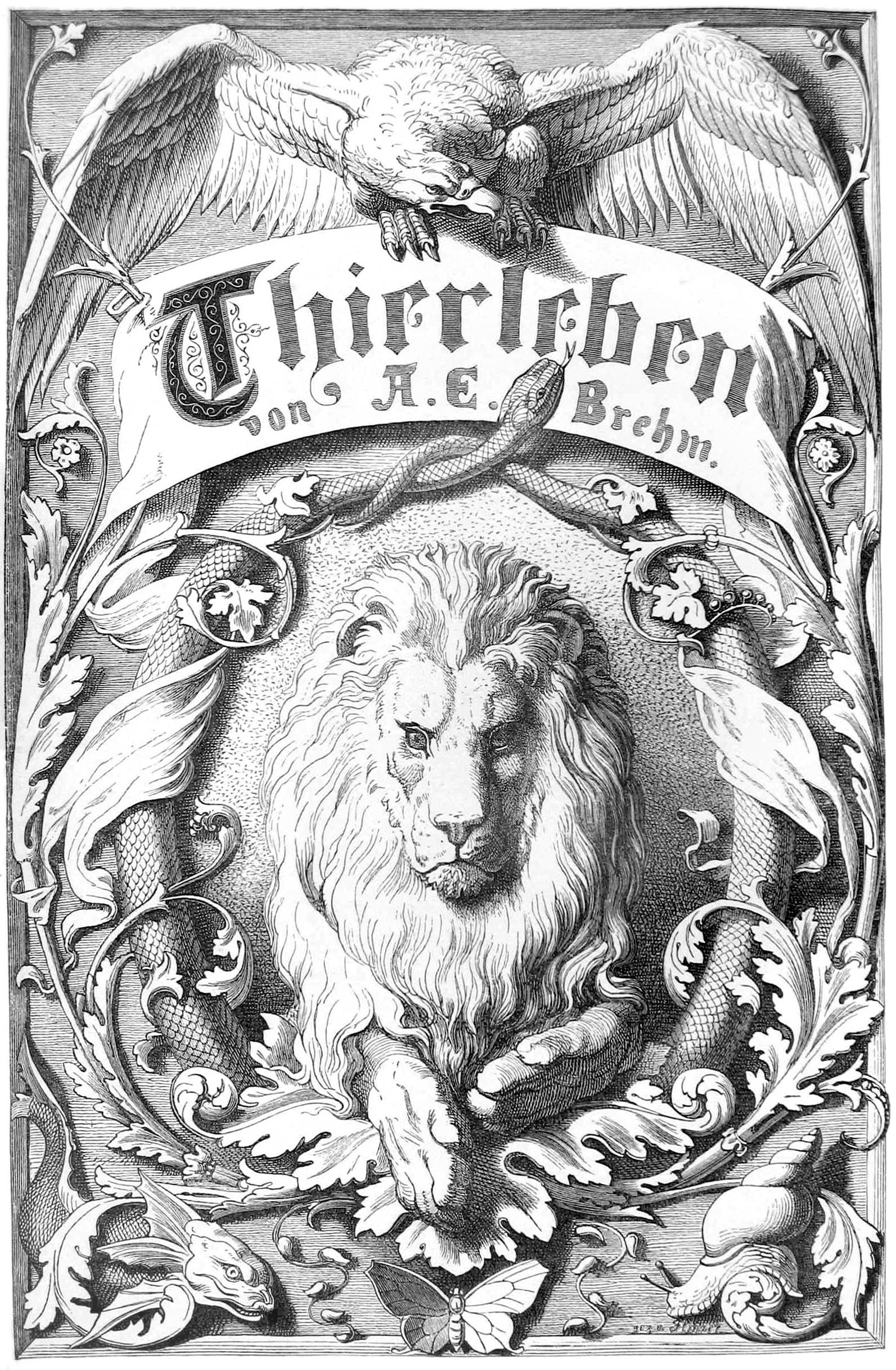
Přední strana reprintu z 2. edice od Fedor Flinzer (1832-1911)

- Život zvířat. Nakladatelství Praha: Otto. (1896–1903) [3] [4]
- Brehmův život zvířat. Nakladatelství Praha: Jan Otto. (1904–1907) [5]
- Brehmův život zvířat. Nakladatelství Praha: Kočí: (Beaufort). (1907–1910)
- Brehmův illustrovaný život zvířat. Nakladatelství Praha: Sfinx. (1925) – 4 svazky.
- Brehmův život zvířat. Nakladatelství Praha: Gutenberg Ota Lebenhart. (1929–1930) [6]
- Brehmův život zvířat. Nakladatelství Praha: J. Otto (1904? –1905?), Jiří Janda. (1926–1930)
- Brehmův illustrovaný život zvířat. Nakladatelství Praha: Sfinx, Bohumil Janda. (1937–1938) Původní šestidílné ve 4 svazcích.
- Brehmův život zvířat. Nakladatelství Praha: Josef Hokr. (1938–1941) 11 svazků.
- Život zvířat – Savci, Odeon, Praha 1974, z prvního českého vydání vybral a převyprávěl Jaromír Tomeček.

## Vybrané publikace
- Brehms Tierleben (anglicky: Brehm's Life of Animals, česky: Brehmův život zvířat.) (1864–1869)
- Reiseskizzen aus Nord-Ost-Afrika (1855, 3 svazky., pub. Friedrich Mauke, Jena.)
- Das Leben der Vögel (pub. C. Flemming, Glogau, 1861; 2. edice 1867.)
- Ergebnisse einer Reise nach Habesch (1863, pub. O. Meissner, Hamburg.)
- Die Thiere des Waldes, Alfred Brehm a Emil Adolf Rossmässler (2 svazky, 1864–1867, pub. C. F. Winter, Leipzig a Heidelberg.)
- Gefangene Vögel, Alfred Brehm a Otto Finsch (2 svazky., 1872–1876, pub. C.F. Winter'sche Verlagshandlung, Leipzig.)
- Merveilles de la Nature LES INSECTES, Alfred Edmund Brehm [7]